# 里奇韋鎮區 (密歇根州)
里奇韋鎮區（英語：Ridgeway Township）是位於美國密歇根州萊納維縣的一個行政鎮區。

## 地方資料
里奇韋鎮區的面積為74.30平方千米，當中陸地面積為74.20平方千米，而水域面積為0.10平方千米。根據2020年美國人口普查的數據，當地共有人口1535人，而人口密度為每平方千米20.66人。